# Opel Kadett C
Der Opel Kadett C ist ein Fahrzeugmodell der unteren Mittelklasse der Adam Opel AG und wurde von August 1973 bis Juli 1979 in ca. 1,6 Millionen Stück produziert. Es basiert auf der GM-T Plattform (1973) „T-Car“ und wurde von Anfang an für den weltweiten Einsatz entwickelt.

## Modellgeschichte

### Allgemeines
Die dritte Kadett-Generation sollte nicht nur die Erfolge ihrer Vorgänger fortschreiben, sie sollte mit einer noch nie dagewesenen Variantenvielfalt auch die Basis für eine globale Karriere als sogenanntes T-Car setzen. Unter dem Code 1865 hatte General Motors dieses Projekt im Jahr 1970 initiiert. Die Generation C ist die letzte Kadett-Generation mit längs eingebautem Frontmotor und angetriebener hinterer Starrachse (Zentralgelenkachse), allerdings ist anders als beim Vorgängermodell Kadett B die Doppelquerlenker-Vorderachse schraubengefedert. Der Tank sitzt, außer in der Kombiversion, nicht mehr seitlich im Heck, sondern etwas besser geschützt hinter der Lehne der Rücksitzbank über der Hinterachse.
Damit behielt der Opel das Layout einer kleinen Stufenheck-Limousine bei, obwohl sich bereits zu Anfang der 1970er Jahre allmählich die moderne Kompaktklasse herausbildete. Wettbewerber aus Frankreich, Großbritannien, Italien oder Japan boten noch vor dem Golf Frontantrieb, quer eingebaute Motoren und variablen Innenraum. Ein Jahr vor dem Golf GTI des Konkurrenten Volkswagen stellte Opel die sportliche Variante, den Kadett GT/E Mitte 1975 vor.
Zum Ende seines Produktionszyklus war der Kadett C etwas ins Hintertreffen geraten, neben dem Golf hatten beinahe fast alle Konkurrenten aus Frankreich oder Italien Frontantrieb mit quer eingebautem Motor. Im August 1979 präsentierte Opel den Nachfolger Kadett D. Dieser war eine völlig neue Konstruktion mit Quermotor und Frontantrieb.

### Varianten
Der Kadett C wurde in fünf Karosserieformen angeboten:
- Stufenhecklimousine, als einziger Typ auch mit vier Türen (08/1973–07/1979)
- Kombi – bei Opel traditionell Caravan genannt (08/1973–07/1979)
- Coupé, zweitürig; auch als sportliche GT/E-Version nicht nur in den traditionellen Opel-Farben Weiß/Gelb erhältlich (08/1973–07/1979)
- City, eine dreitürige Schrägheckversion (05/1975–07/1979)[2]
- Aero – ein Umbau auf Basis der zweitürigen Limousine in ein offenes Fahrzeug durch den Baur Karosserie- und Fahrzeugbau aus Stuttgart (05/1976–06/1978)

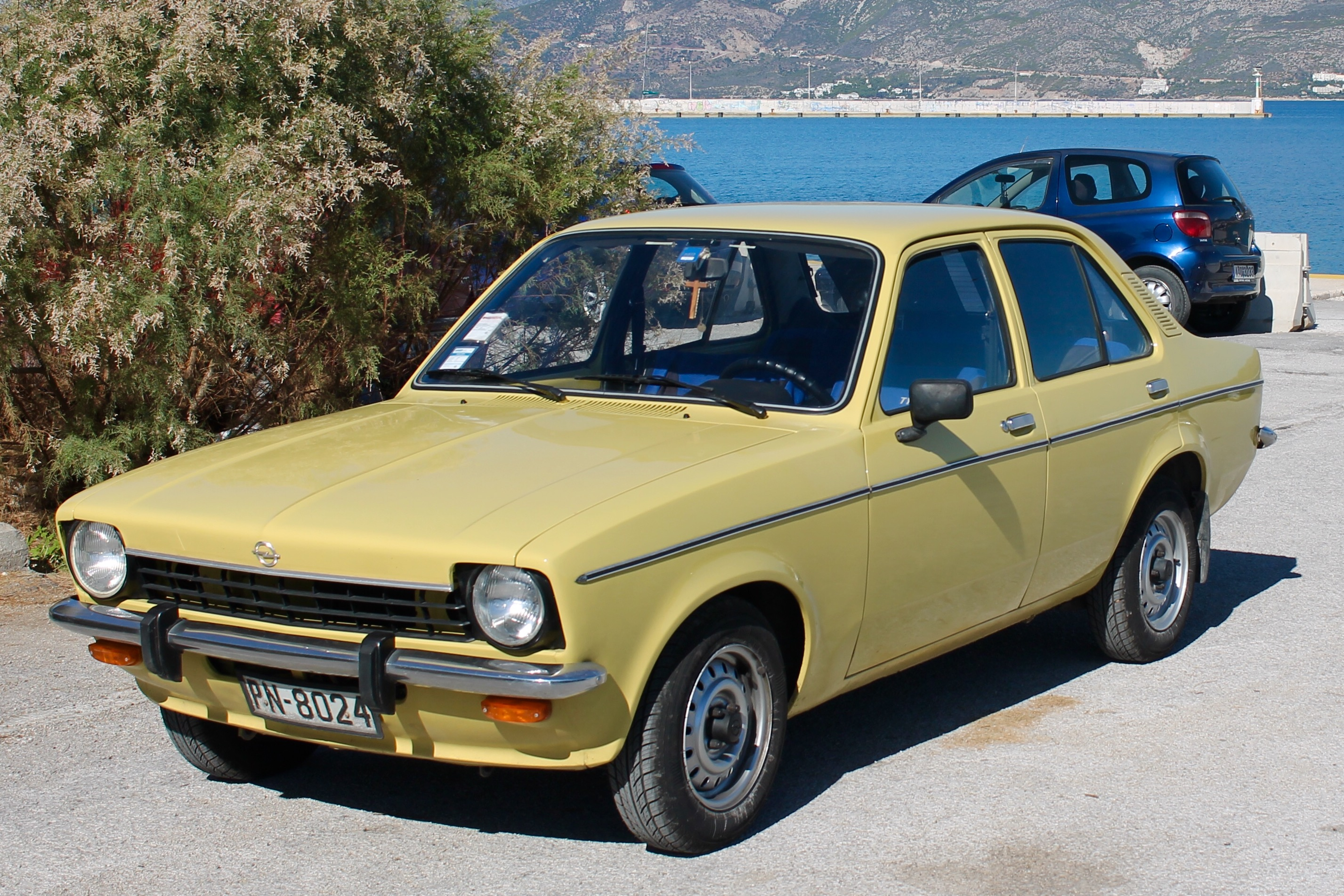
Opel Kadett (Viertürer)
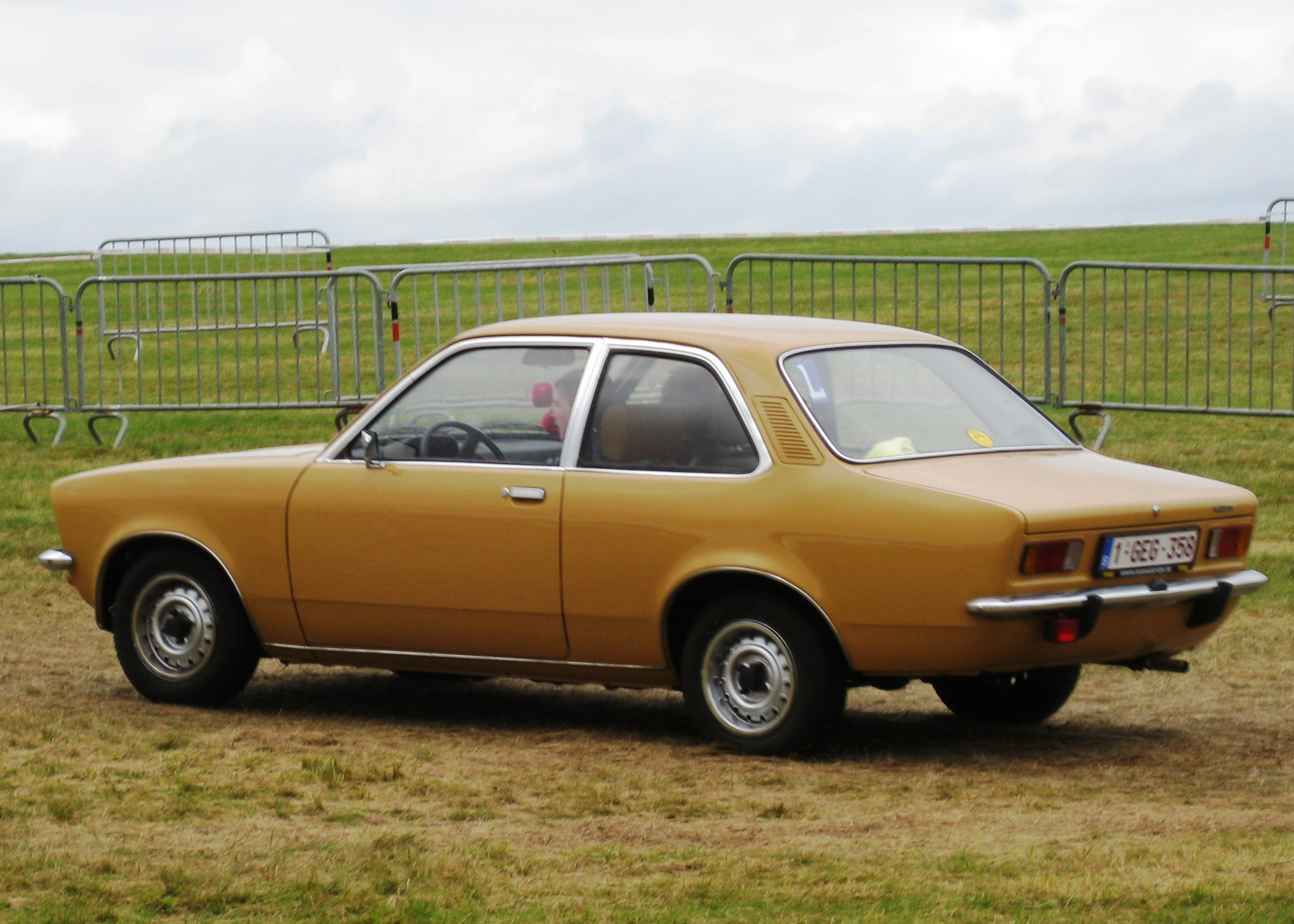
Heckansicht
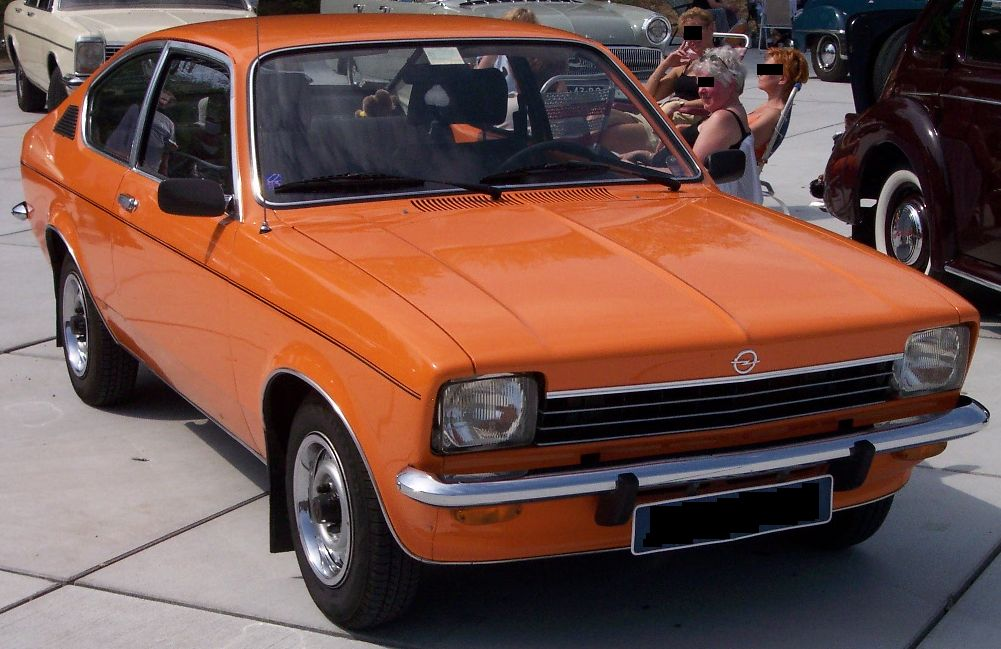
Opel Kadett Coupé (1973–1977)
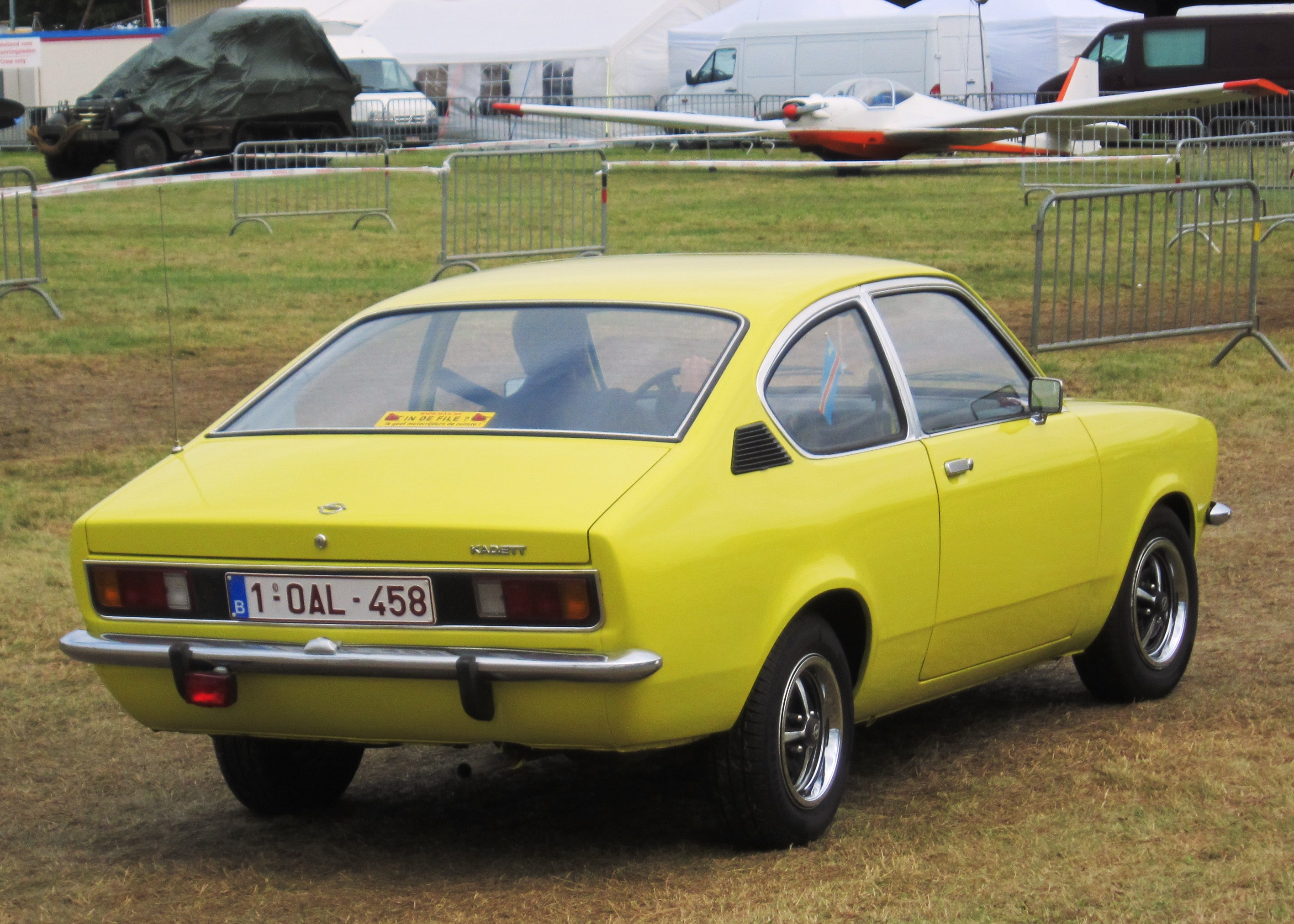
Heckansicht
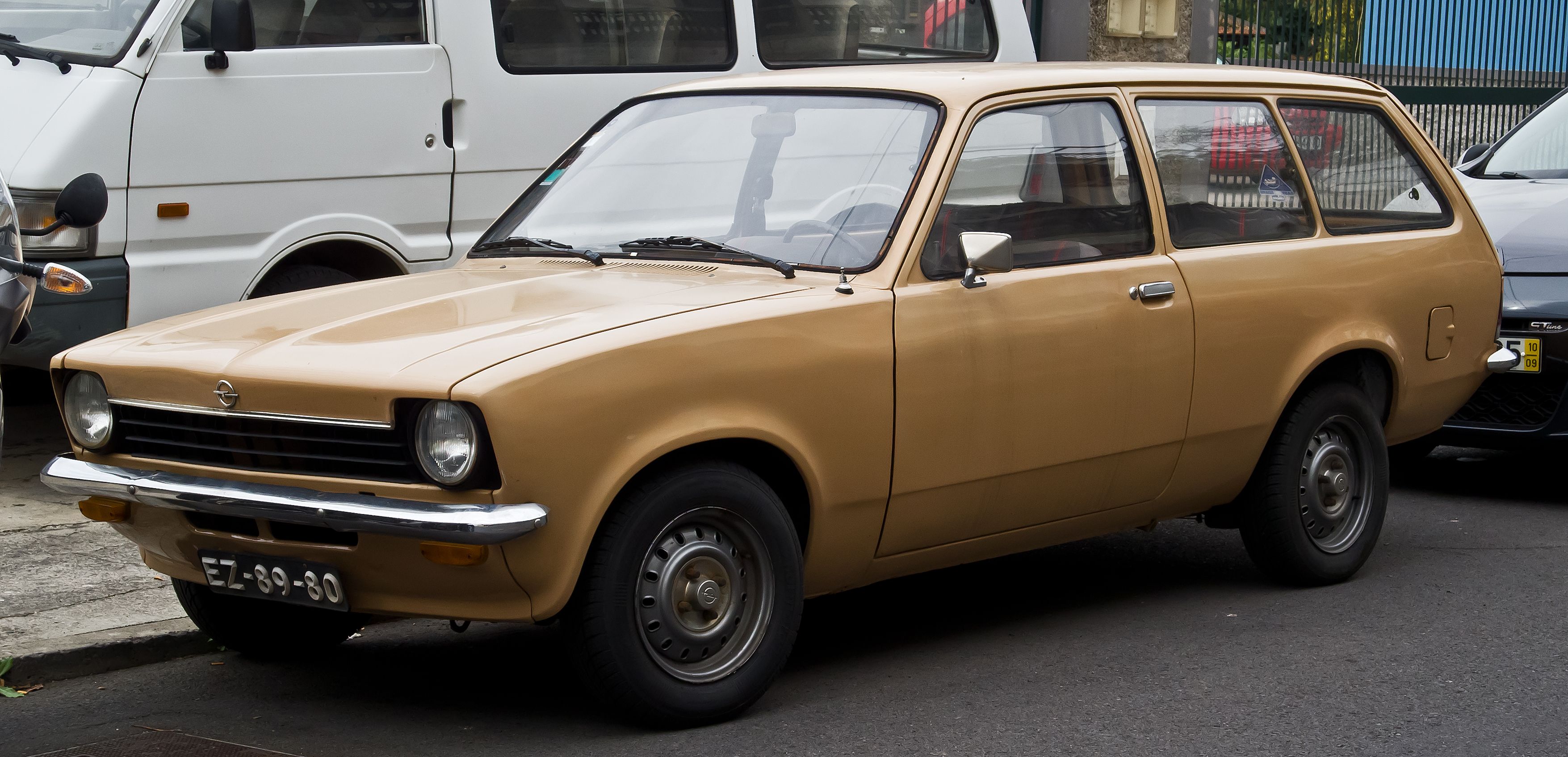
Opel Kadett Caravan (1973–1977)
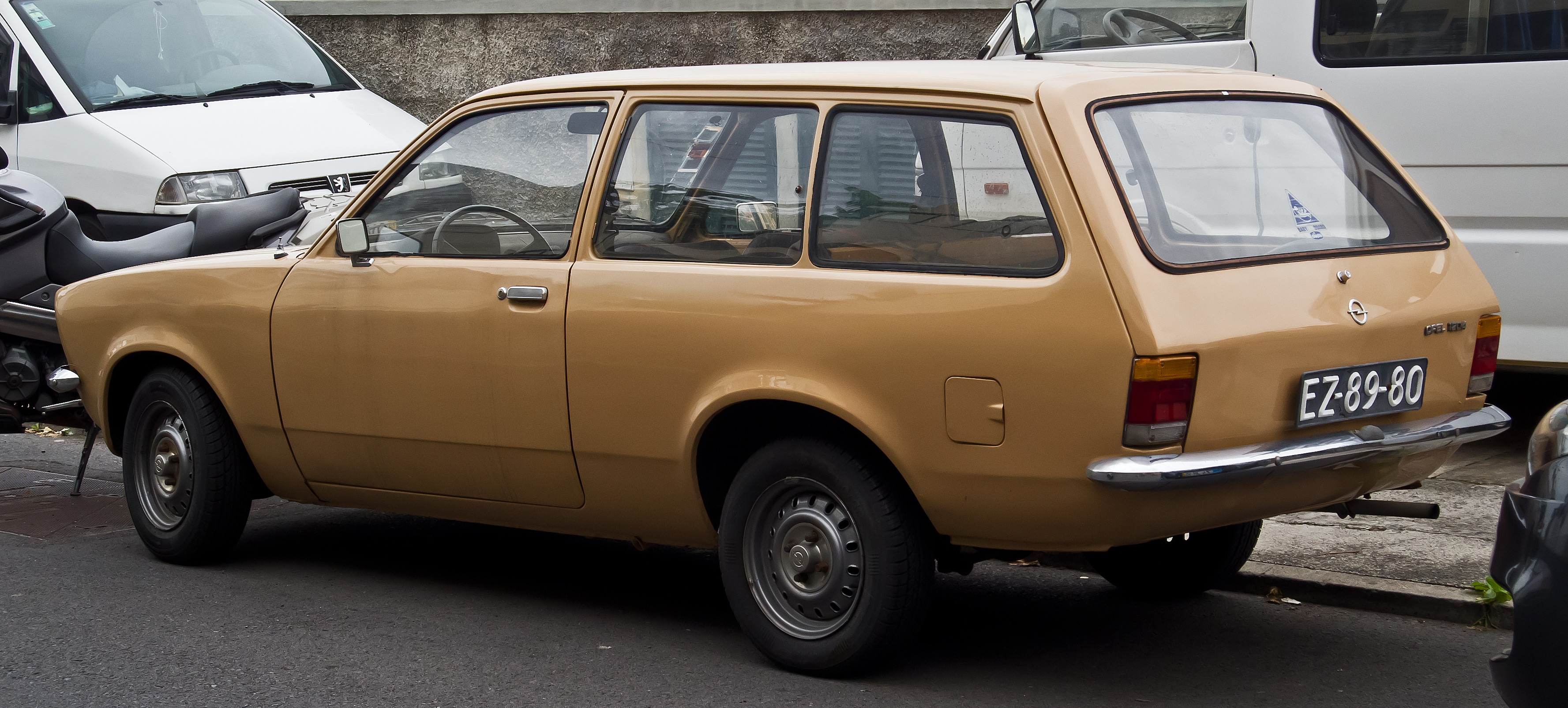
Opel Kadett Caravan (1973–1977)
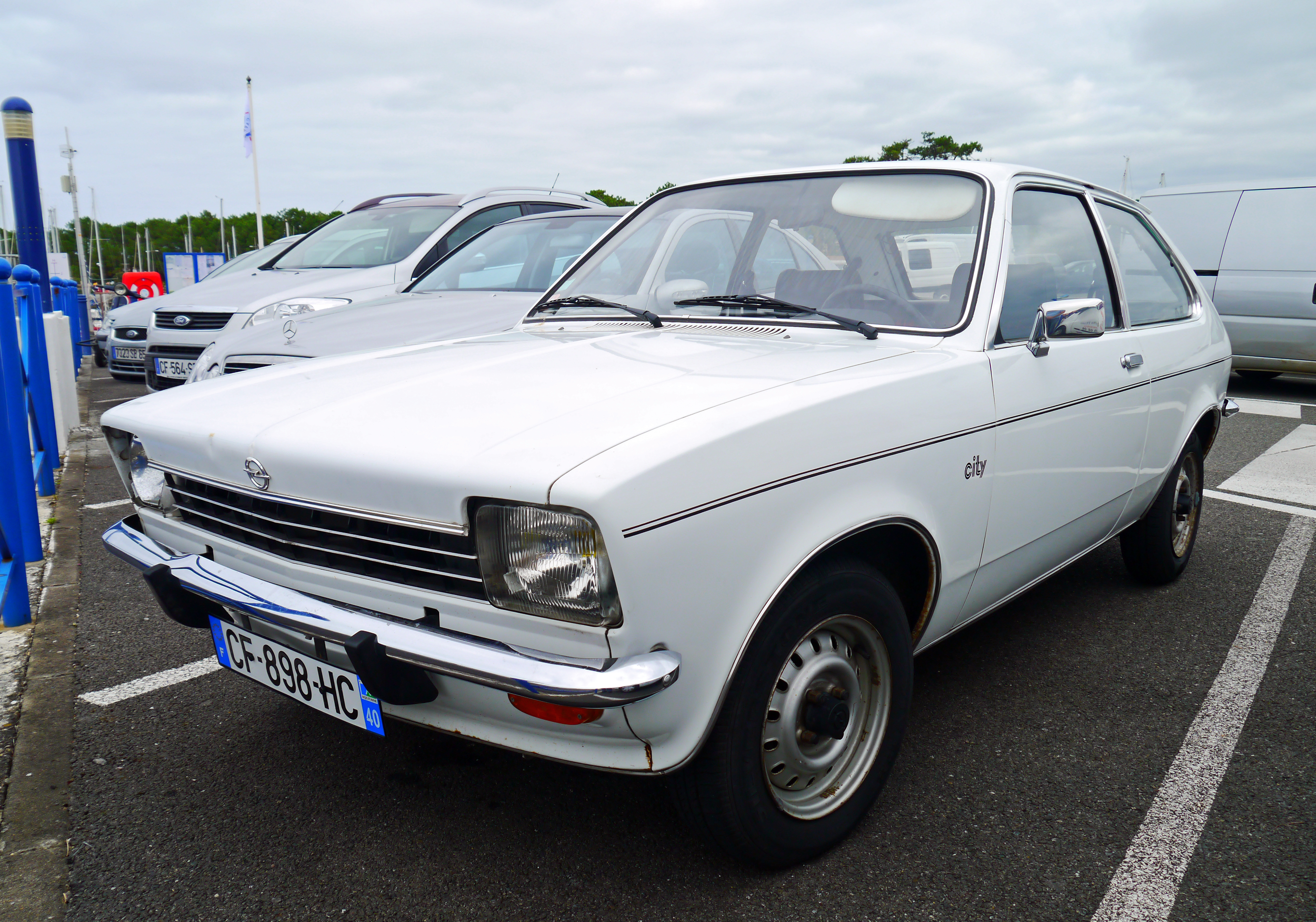
Opel Kadett City (1975–1977)
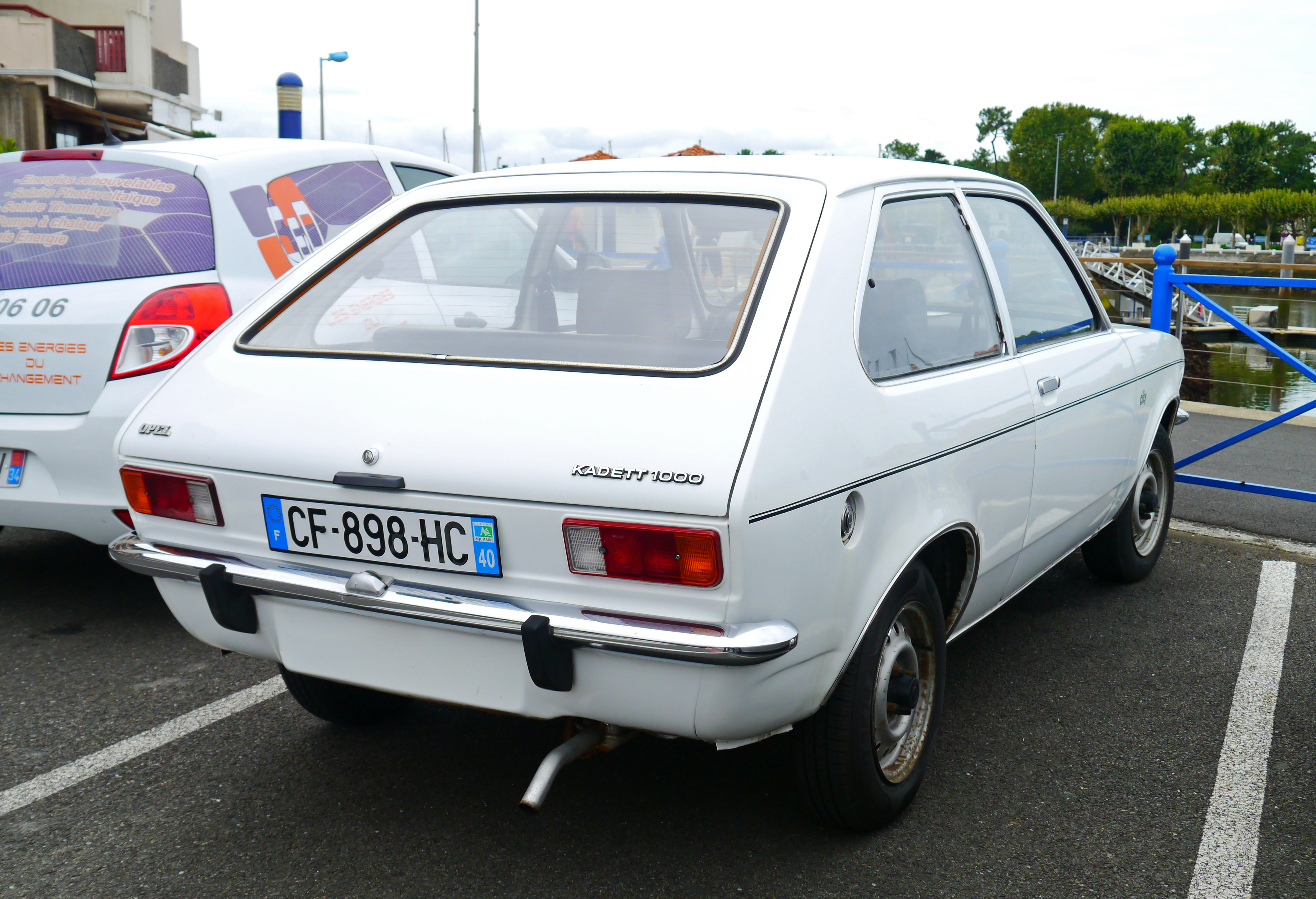
Opel Kadett City (1975–1977)

### Aero

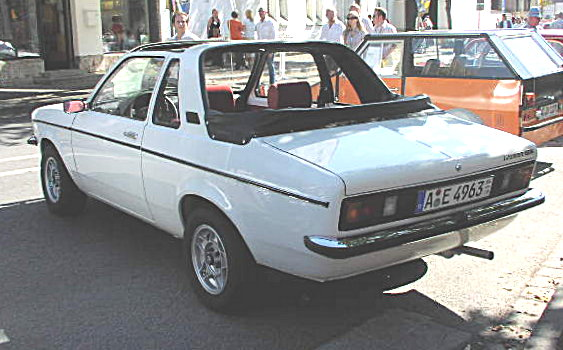
Opel Kadett Aero (1977–1978)

Die Cabriolimousine mit Targadach und abnehmbarer Kunststoffheckscheibe wurde ab Mai 1976 zunächst mit dem 1,2-Liter-Motor mit 44 kW (60 PS) angeboten.
Ab Juli 1977 gab es auch die 1,6-Liter-Version mit 55 kW (75 PS). Der Wagen hatte serienmäßig 175/70er-Reifen und die aufwändige SR-Ausstattung mit Vierspeichenlenkrad, Drehzahlmesser, Uhr und Zusatzinstrumenten. Ende 1977 lagen die Preise für den „Aero“ zwischen 14.500 und 15.335 DM und damit etwa 5000 DM über dem Preis der Basislimousine. Das Auto wurde nur 1341 Mal verkauft und im Juni 1978 wieder aus dem Programm genommen. Zehn davon wurden von der Firma Bitter in Schwelm mit Kotflügelverbreiterungen, Lederausstattung, Leichtmetallrädern und Doppelvergaser veredelt. Der Preis hierfür lag damals bei 25.000 DM. Erst mit dem Kadett E gab es ab 1987 wieder ein Cabriolet von Opel.

### Modellpflege
Im Juli 1977 fand ein Facelift statt, das an den in die Kotflügel neben den Scheinwerfern integrierten Blinkern zu erkennen ist. Bis dahin waren die vorderen Blinker unterhalb der Stoßstange angebracht. Dies gilt nur bedingt für die Standardausführung, die noch bis August 1978 mit unten platzierten Blinkern produziert wurde. Im Rahmen der Modellpflege war auch die höherwertige Ausstattungsvariante „Berlina“ verfügbar.
Zudem änderte sich die interne Bezeichnung von „C1“ in „C2“. Auf Wunsch gab es den Kadett C auch mit Dreigang-Automatikgetriebe.

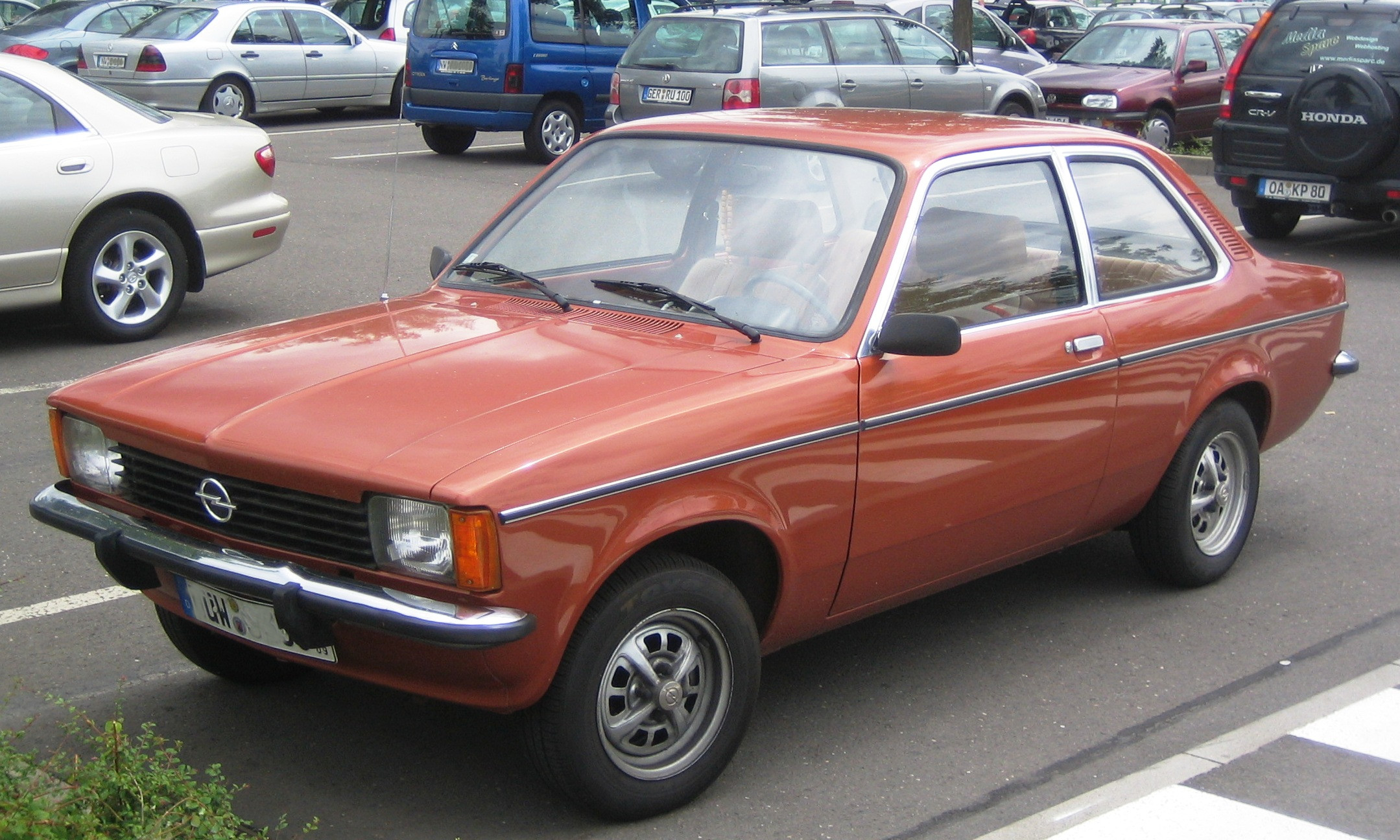
Opel Kadett Limousine (1977–1979)
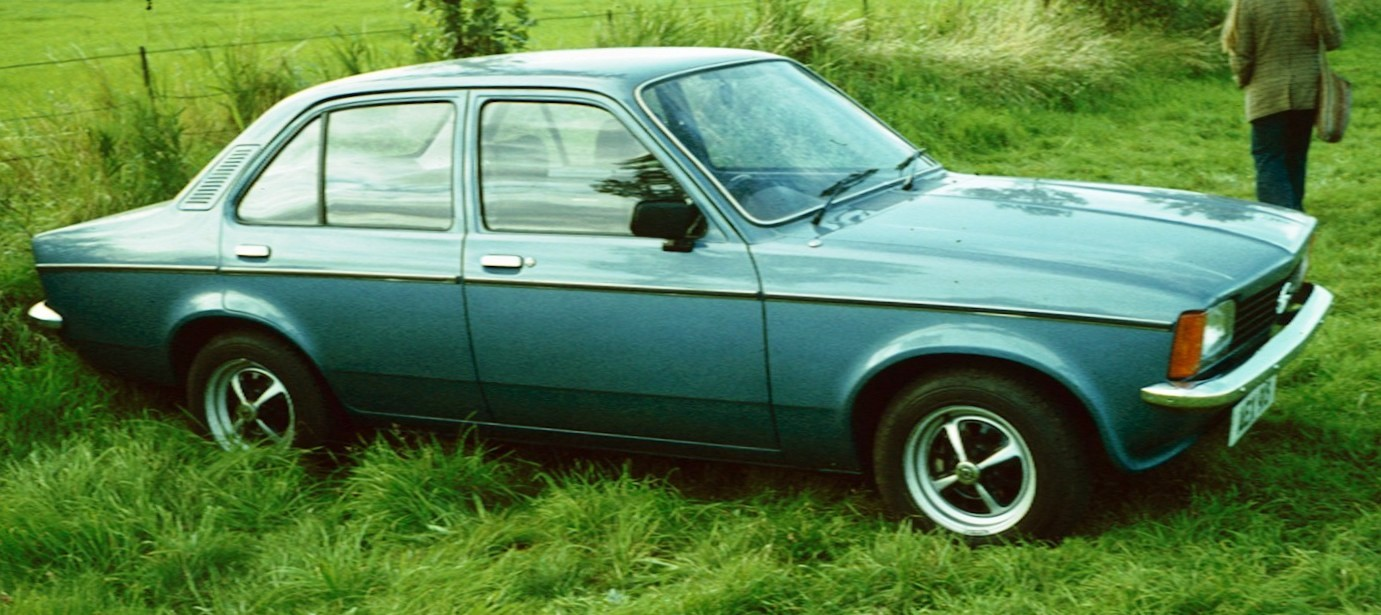
Opel Kadett als viertürige Limousine
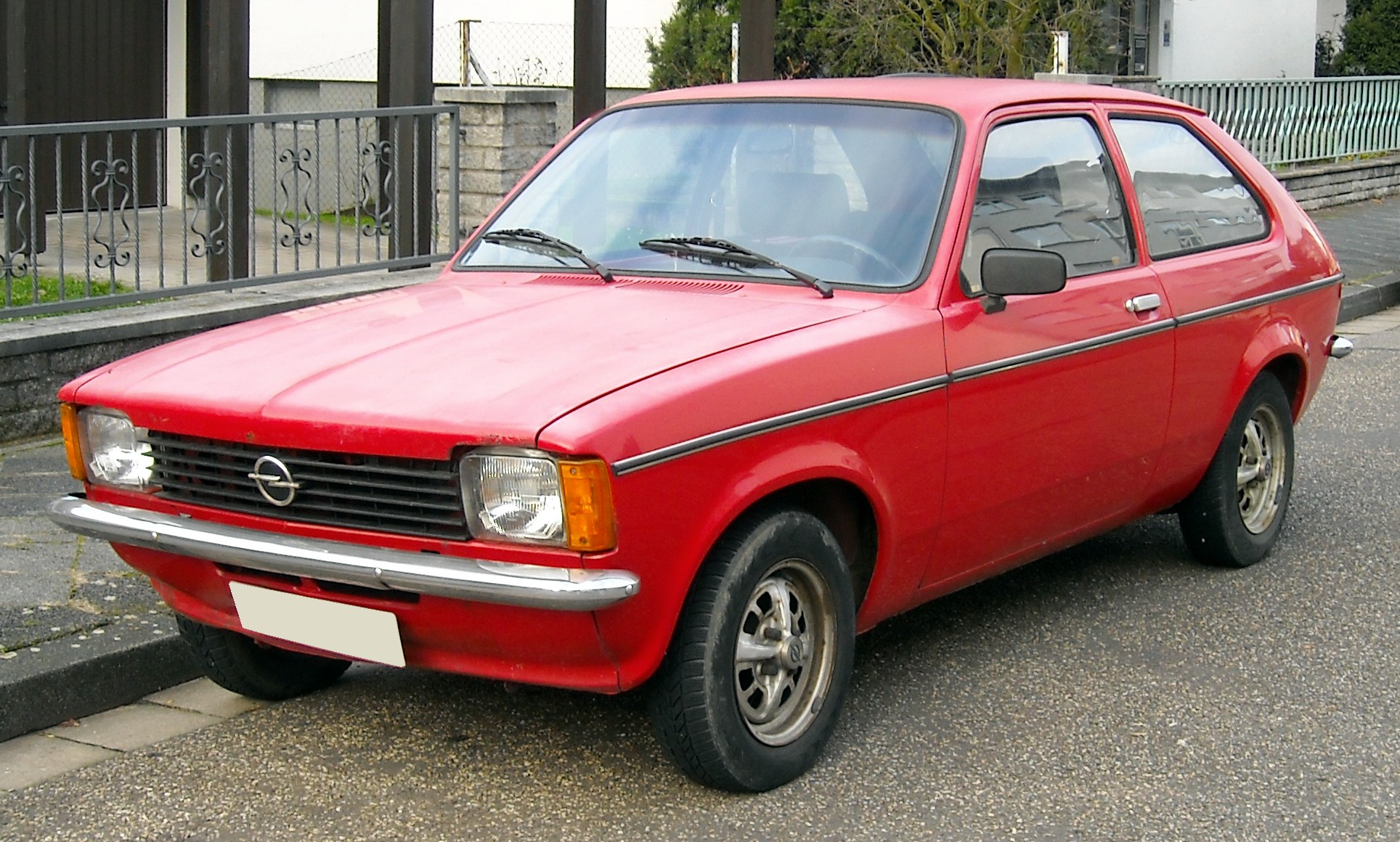
Opel Kadett City (1977–1979)
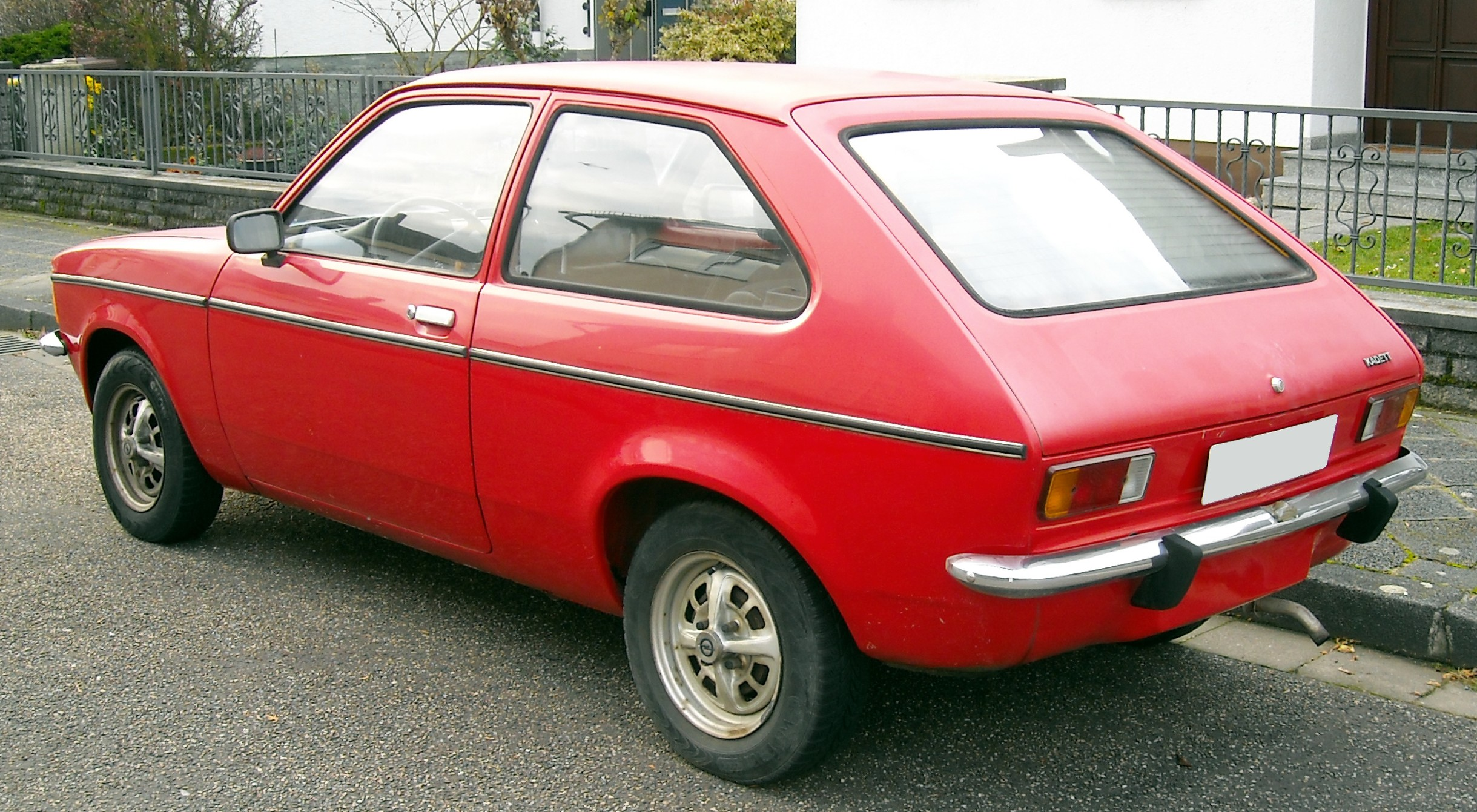
Heckansicht
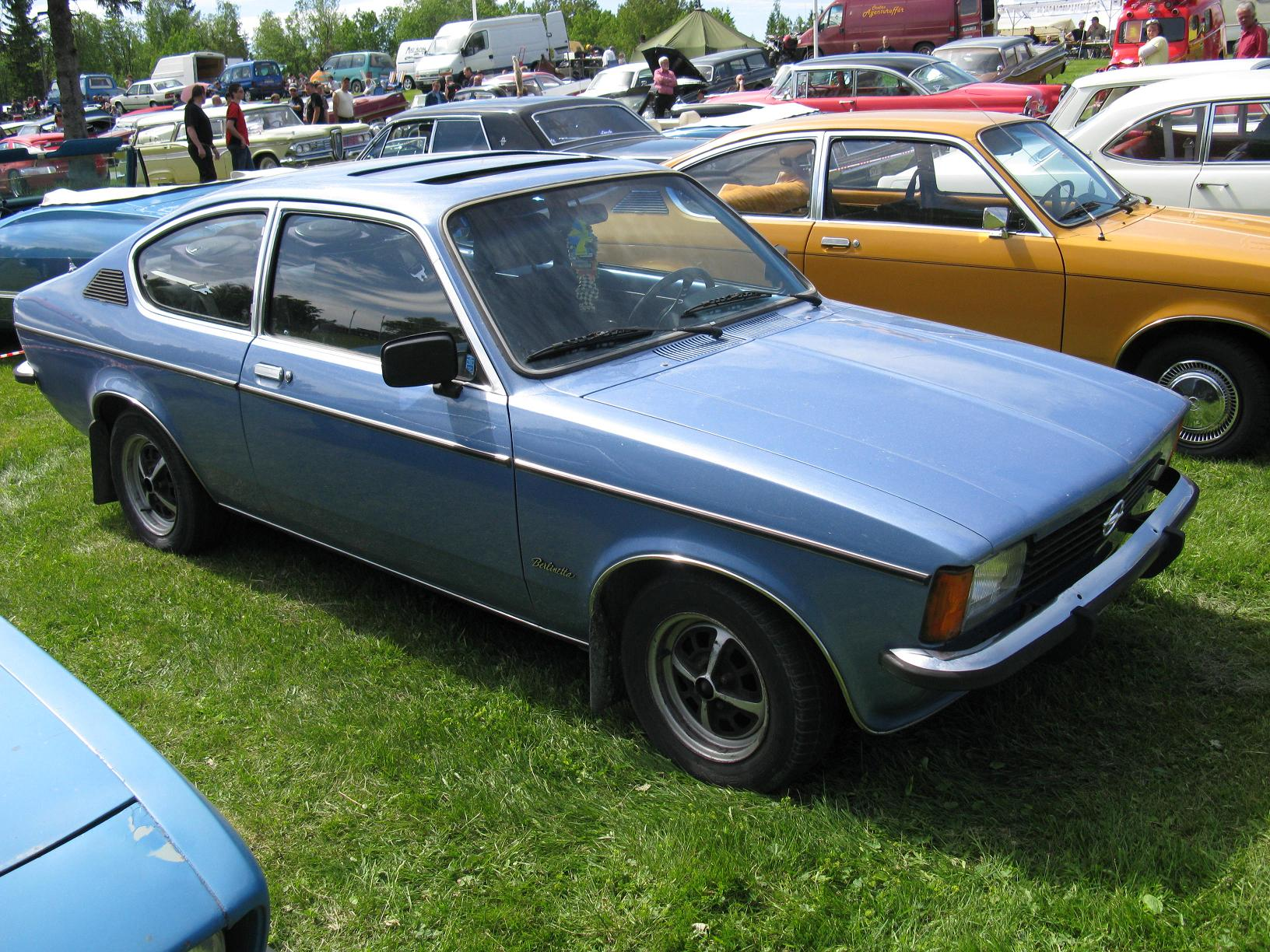
Opel Kadett Coupé (1977–1979)
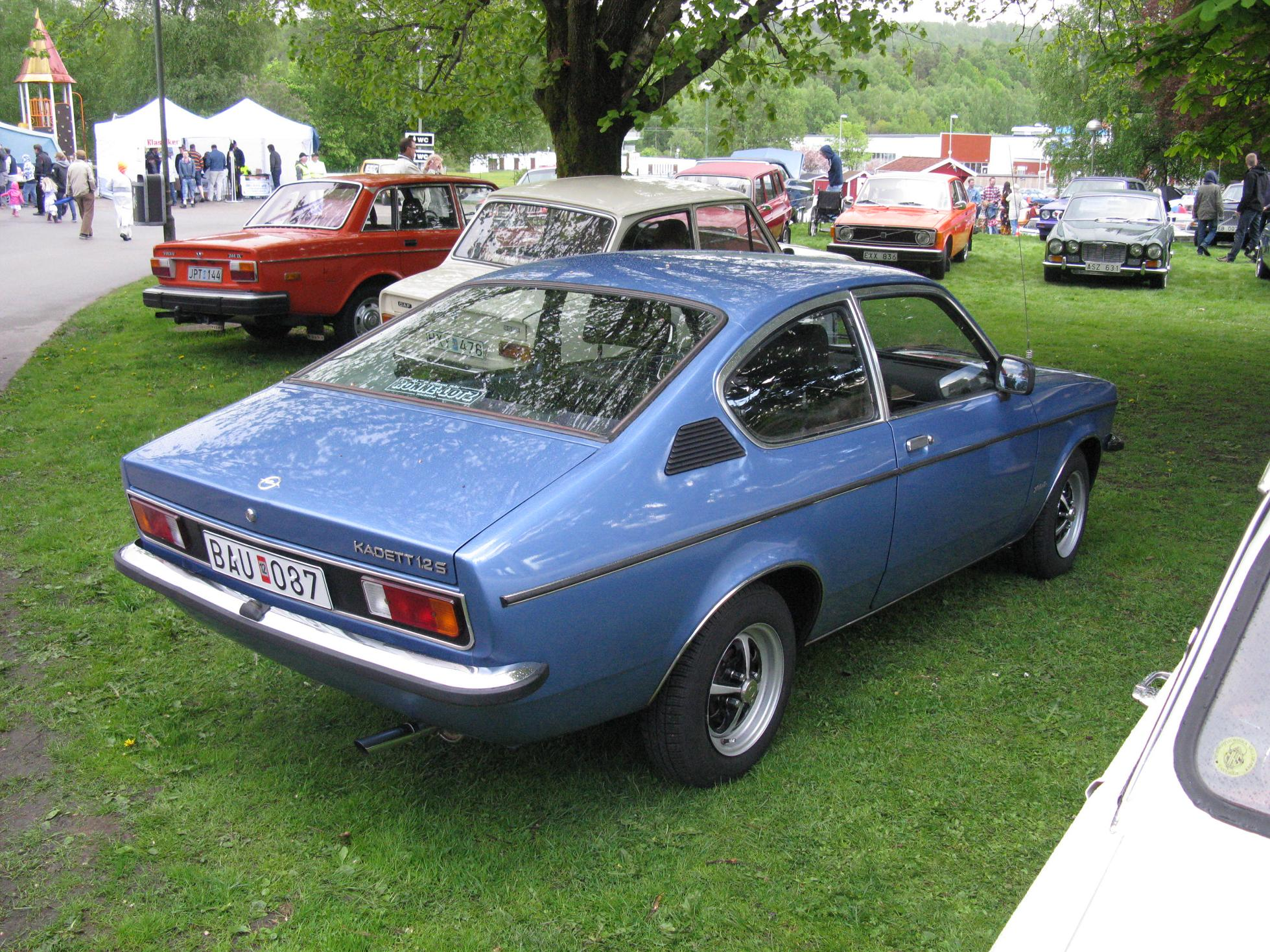
Opel Kadett Coupé (1977–1979)
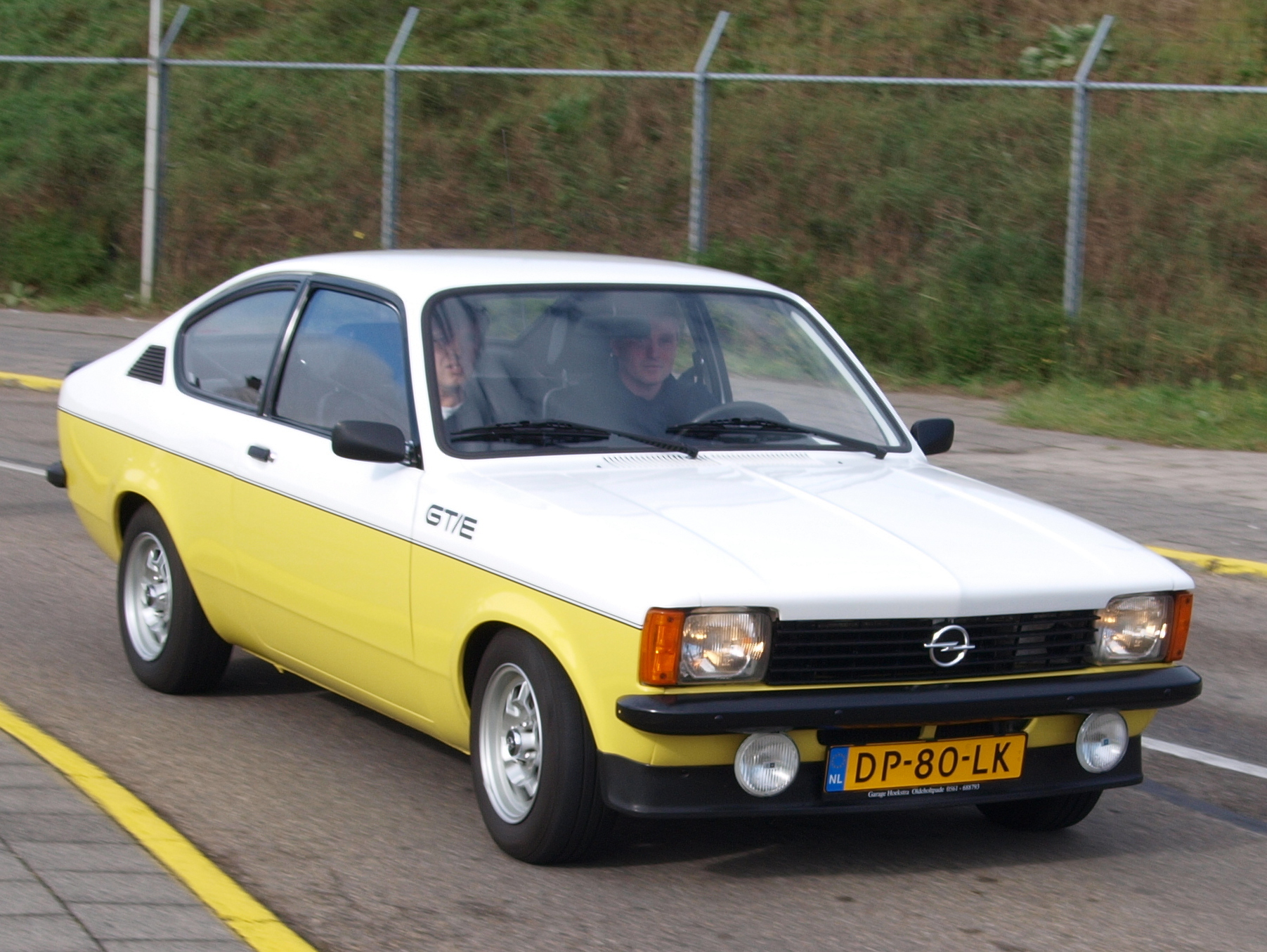
Opel Kadett Coupé GT/E
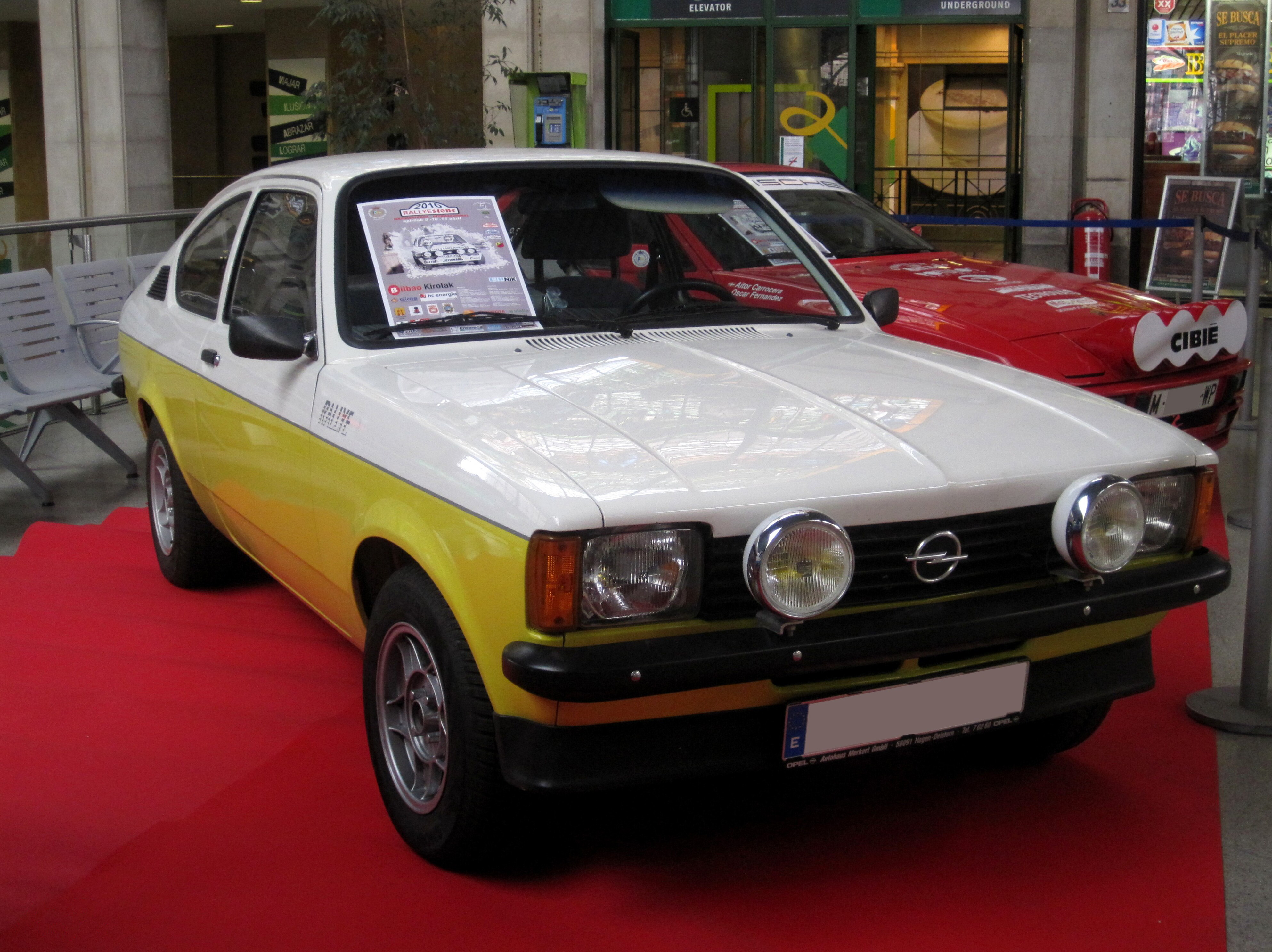
Opel Kadett Coupé Rallye

## Motoren
Der Opel Kadett C wurde mit folgenden Motoren angeboten:
- 1,0 Liter Hubraum, 29 kW/40 PS (1.0 N)
- 1,0 Liter Hubraum, 35 kW/48 PS (1.0 S) nur für Export, z. B. nach Italien
- 1,2 Liter Hubraum, 37 kW/50 PS (1.2 N) nur für Export, z. B. nach Österreich
- 1,2 Liter Hubraum, 38 kW/52 PS (1.2 N) bis 1976
- 1,2 Liter Hubraum, 40 kW/55 PS (1.2 N) ab 1976
- 1,2 Liter Hubraum, 44 kW/60 PS (1.2 S)
- 1,6 Liter Hubraum, 55 kW/75 PS (1.6 S) ab 1977
- 1,9 Liter Hubraum, 77 kW/105 PS (1.9 E) nur GT/E
- 2,0 Liter Hubraum, 81 kW/110 PS (2.0 E) nur Rallye 2.0E
- 2,0 Liter Hubraum, 85 kW/115 PS (2.0 EH) nur GT/E

## Ausstattungsvarianten
Limousine, City und Caravan:
- Kadett
- Kadett J (fast nur als City; wenige zweitürige Limousinen, aber keine Viertürer und Caravan)
- Kadett Luxus
- Kadett Berlina
- SR-Paket für alle Versionen lieferbar

Coupé:
- Kadett Luxus
- Kadett Berlinetta
- Kadett Rallye
- Kadett GT/E
- SR-Paket für alle Versionen lieferbar

Sondermodelle:
- Schneekönig (Intervallscheibenwischer, Verkehrsfunktaste u. v. a.)[4]
- Swinger (2 verschiedene Decors → gelb-grün oder weiß-orange ← nur Limousine mit Blinker unten und runden Scheinwerfern)
- Pirsch als geländefähiger Gebrauchskombi mit 40 % Differentialsperre und Klappspaten
- 1000er (nur Coupé)
- Winterfest (kristalltürkisblau metallic; Code 330; Motoren City 1.2, 1.6SR Coupé und 2.0E Rallye), Limousine mit Berlina-Paket in ausschließlich silbermetallic
- Ahoi-Kadett
- City-Jet (nur City)
- Europa-Kadett (nur Limousine)
- Star-Kadett
- Superstar

## Technische Daten
| Technische Daten Opel Kadett C 1973–1979 | Technische Daten Opel Kadett C 1973–1979                                           | Technische Daten Opel Kadett C 1973–1979                                           | Technische Daten Opel Kadett C 1973–1979                                           | Technische Daten Opel Kadett C 1973–1979                                           | Technische Daten Opel Kadett C 1973–1979                            | Technische Daten Opel Kadett C 1973–1979                            | Technische Daten Opel Kadett C 1973–1979                            |
| Opel Kadett                              | 1000                                                                               | 1200                                                                               | 1200 S                                                                             | 1600 S                                                                             | Kadett GT/E 1900 E                                                  | Rallye-Kadett 2000 E                                                | Kadett GT/E 2000 EH                                                 |
| ---------------------------------------- | ---------------------------------------------------------------------------------- | ---------------------------------------------------------------------------------- | ---------------------------------------------------------------------------------- | ---------------------------------------------------------------------------------- | ------------------------------------------------------------------- | ------------------------------------------------------------------- | ------------------------------------------------------------------- |
| Motor                                    | Vierzylinder-Reihenmotor (Viertakt)                                                | Vierzylinder-Reihenmotor (Viertakt)                                                | Vierzylinder-Reihenmotor (Viertakt)                                                | Vierzylinder-Reihenmotor (Viertakt)                                                | Vierzylinder-Reihenmotor (Viertakt)                                 | Vierzylinder-Reihenmotor (Viertakt)                                 | Vierzylinder-Reihenmotor (Viertakt)                                 |
| Hubraum                                  | 993 cm³                                                                            | 1196 cm³                                                                           | 1196 cm³                                                                           | 1584 cm³                                                                           | 1897 cm³                                                            | 1979 cm³                                                            | 1979 cm³                                                            |
| Bohrung × Hub (mm)                       | 72 × 61                                                                            | 79 × 61                                                                            | 79 × 61                                                                            | 85 × 69,8                                                                          | 93 × 69,8                                                           | 95 × 69,8                                                           | 95 × 69,8                                                           |
| Leistung bei 1/min                       | 29 kW (40 PS) 5400                                                                 | 38–40 kW (52–55 PS) 5400–5600                                                      | 44 kW (60 PS) 5400                                                                 | 55 kW (75 PS) 5200                                                                 | 77 kW (105 PS) 5400                                                 | 81 kW (110 PS) 5400                                                 | 85 kW (115 PS) 5600                                                 |
| Max. Drehmoment bei 1/min                | 69 N m 2800                                                                        | 78–83 N m 3400                                                                     | 88 N m 3400                                                                        | 113 N m 4000                                                                       | 147 N m 4000                                                        | 159 N m 3400                                                        | 159 N m 3000                                                        |
| Verdichtung                              | 7,9 : 1                                                                            | 7,8 : 1                                                                            | 9,0 : 1                                                                            | 8,8 : 1                                                                            | 9,2 : 1                                                             | 9,4 : 1                                                             | 9,6 : 1                                                             |
| Gemischaufbereitung                      | 1 Fallstromvergaser                                                                | 1 Fallstromvergaser                                                                | 1 Fallstromvergaser                                                                | 1 Register-Fallstromvergaser                                                       | Einspritzung (Bosch L-Jetronic)                                     | Einspritzung (Bosch L-Jetronic)                                     | Einspritzung (Bosch L-Jetronic)                                     |
| Ventilsteuerung                          | OHV seitlich untenliegende Nockenwelle Antrieb über Einfach-Rollenkette            | OHV seitlich untenliegende Nockenwelle Antrieb über Einfach-Rollenkette            | OHV seitlich untenliegende Nockenwelle Antrieb über Einfach-Rollenkette            | CIH obenliegende Nockenwelle Antrieb über Duplex-Rollenkette                       | CIH obenliegende Nockenwelle Antrieb über Duplex-Rollenkette        | CIH obenliegende Nockenwelle Antrieb über Duplex-Rollenkette        | CIH obenliegende Nockenwelle Antrieb über Duplex-Rollenkette        |
| Kühlung                                  | Wasserkühlung                                                                      | Wasserkühlung                                                                      | Wasserkühlung                                                                      | Wasserkühlung                                                                      | Wasserkühlung                                                       | Wasserkühlung                                                       | Wasserkühlung                                                       |
| Getriebe                                 | 4-Gang-Getriebe, Knüppelschaltung a. W. für 1200 S und 1600 S GM-Dreigangautomatik | 4-Gang-Getriebe, Knüppelschaltung a. W. für 1200 S und 1600 S GM-Dreigangautomatik | 4-Gang-Getriebe, Knüppelschaltung a. W. für 1200 S und 1600 S GM-Dreigangautomatik | 4-Gang-Getriebe, Knüppelschaltung a. W. für 1200 S und 1600 S GM-Dreigangautomatik | 4- oder 5-Gang-Getriebe                                             | 4- oder 5-Gang-Getriebe                                             | 5-Gang-Getriebe                                                     |
| Radaufhängung vorn                       | Einzelradaufhängung an Doppelquerlenkern, Schraubenfedern                          | Einzelradaufhängung an Doppelquerlenkern, Schraubenfedern                          | Einzelradaufhängung an Doppelquerlenkern, Schraubenfedern                          | Einzelradaufhängung an Doppelquerlenkern, Schraubenfedern                          | Einzelradaufhängung an Doppelquerlenkern, Schraubenfedern           | Einzelradaufhängung an Doppelquerlenkern, Schraubenfedern           | Einzelradaufhängung an Doppelquerlenkern, Schraubenfedern           |
| Radaufhängung hinten                     | Starrachse (Zentralgelenkachse) mit Schraubenfedern und Panhardstab                | Starrachse (Zentralgelenkachse) mit Schraubenfedern und Panhardstab                | Starrachse (Zentralgelenkachse) mit Schraubenfedern und Panhardstab                | Starrachse (Zentralgelenkachse) mit Schraubenfedern und Panhardstab                | Starrachse (Zentralgelenkachse) mit Schraubenfedern und Panhardstab | Starrachse (Zentralgelenkachse) mit Schraubenfedern und Panhardstab | Starrachse (Zentralgelenkachse) mit Schraubenfedern und Panhardstab |
| Karosserie                               | Stahlblech, selbsttragend                                                          | Stahlblech, selbsttragend                                                          | Stahlblech, selbsttragend                                                          | Stahlblech, selbsttragend                                                          | Stahlblech, selbsttragend                                           | Stahlblech, selbsttragend                                           | Stahlblech, selbsttragend                                           |
| Spurweite vorn/hinten                    | 1300/1299 mm                                                                       | 1300/1299 mm                                                                       | 1300/1299 mm                                                                       | 1300/1299 mm                                                                       | 1300/1299 mm                                                        | 1300/1299 mm                                                        | 1300/1299 mm                                                        |
| Radstand                                 | 2395 mm                                                                            | 2395 mm                                                                            | 2395 mm                                                                            | 2395 mm                                                                            | 2395 mm                                                             | 2395 mm                                                             | 2395 mm                                                             |
| Länge                                    | 4127 mm (Caravan: 4140, City: 3922 mm)                                             | 4127 mm (Caravan: 4140, City: 3922 mm)                                             | 4127 mm (Caravan: 4140, City: 3922 mm)                                             | 4127 mm (Caravan: 4140, City: 3922 mm)                                             | 4127 mm (Caravan: 4140, City: 3922 mm)                              | 4127 mm (Caravan: 4140, City: 3922 mm)                              | 4127 mm (Caravan: 4140, City: 3922 mm)                              |
| Leergewicht                              | 765–960 kg                                                                         | 765–960 kg                                                                         | 765–960 kg                                                                         | 765–960 kg                                                                         | 765–960 kg                                                          | 765–960 kg                                                          | 765–960 kg                                                          |
| Antrieb                                  | Hinterradantrieb                                                                   | Hinterradantrieb                                                                   | Hinterradantrieb                                                                   | Hinterradantrieb                                                                   | Hinterradantrieb                                                    | Hinterradantrieb                                                    | Hinterradantrieb                                                    |
| Höchstgeschwindigkeit                    | 127 km/h                                                                           | 139–142 km/h                                                                       | 141–146 km/h                                                                       | 155–163 km/h                                                                       | 180 km/h                                                            | 189 km/h                                                            | 190 km/h                                                            |
| 0–100 km/h                               | 26 s                                                                               | 19–20 s                                                                            | 17,5–21 s                                                                          | 13–15,5 s                                                                          | 10,0 s                                                              | 9,5 s                                                               | 8,5 s                                                               |
| Verbrauch (Liter/100 Kilometer) (1)      | 9,0 N                                                                              | 9,5 N                                                                              | 9,5–10,5 S                                                                         | 11,0–11,5 S                                                                        | 10,5 S                                                              | 11,0 S                                                              | 11,0 S                                                              |

## Verwandte Modelle
Der Kadett C wurde von General Motors als Weltauto konzipiert und als Basis für folgende andere Fahrzeuge genutzt:
- Vauxhall Chevette (in Großbritannien produziert) bzw.
- Opel Chevette (in Großbritannien bei Vauxhall produziert).

Von 1980 bis 1982 wurde die Opel Chevette sowohl als Limousine mit zwei und vier Türen als auch als Schrägheckvariante und Kombi parallel zum Opel Kadett D als preisgünstigstes Opel-Fahrzeug in Deutschland angeboten. Sie entsprach dem Vauxhall Chevette mit dessen Armaturenbrett und dem an den Opel Manta B erinnernden Frontbereich. Die Vauxhall Chevette wurde noch bis 1984 produziert, während andere Modelle bis in die zweite Hälfte der 1990er Jahre produziert wurden.
- AYMESA Cóndor (Equador)
- Buick Opel (USA)
- GMC
- Grumett (Uruguay)
- Isuzu Gemini bzw. Isuzu I-Mark (in Japan bei Isuzu produziert)
- Holden Gemini (Australien)
- Chevrolet Chevette (USA, Brasilien)
- Pontiac Acadian/T1000 (USA)
- Opel K 180 (Argentinien)
- Daewoo Maepsi-Na (Korea)
- Saehan Motor (Korea)[5]
- Opel OSV 40 (Konzeptfahrzeug)

## Sonstiges
Der bis 1979 gebaute Kadett C war der letzte kompakte Opel mit Hinterradantrieb und beendete damit eine lange Tradition, die 1924 mit dem Opel 4 PS (Laubfrosch) begann. Hauptproduktionsstätte war das Werk Bochum, in dem ab 1962 der Opel Kadett A hergestellt worden war. Der Kadett C wurde auch im GM-Werk Antwerpen produziert.

## Motorsport
Der Opel Kadett C wurde auch im Motorsport eingesetzt. Noch heute werden diverse Coupé-Modelle bei Youngtimer-Veranstaltungen, wie z. B. Slalom, Bergrennen, Gleichmäßigkeitsfahrten, Rallye etc. eingesetzt. Dabei sind Motorleistungen von 147 kW (200 PS) mit den originalen Achtventil-Zylinderkopf oder gar fast 221 kW (300 PS) mit aufwändig umgebauten 16-V-Zylinderköpfen keine Seltenheit.

### Bildergalerie Motorsport

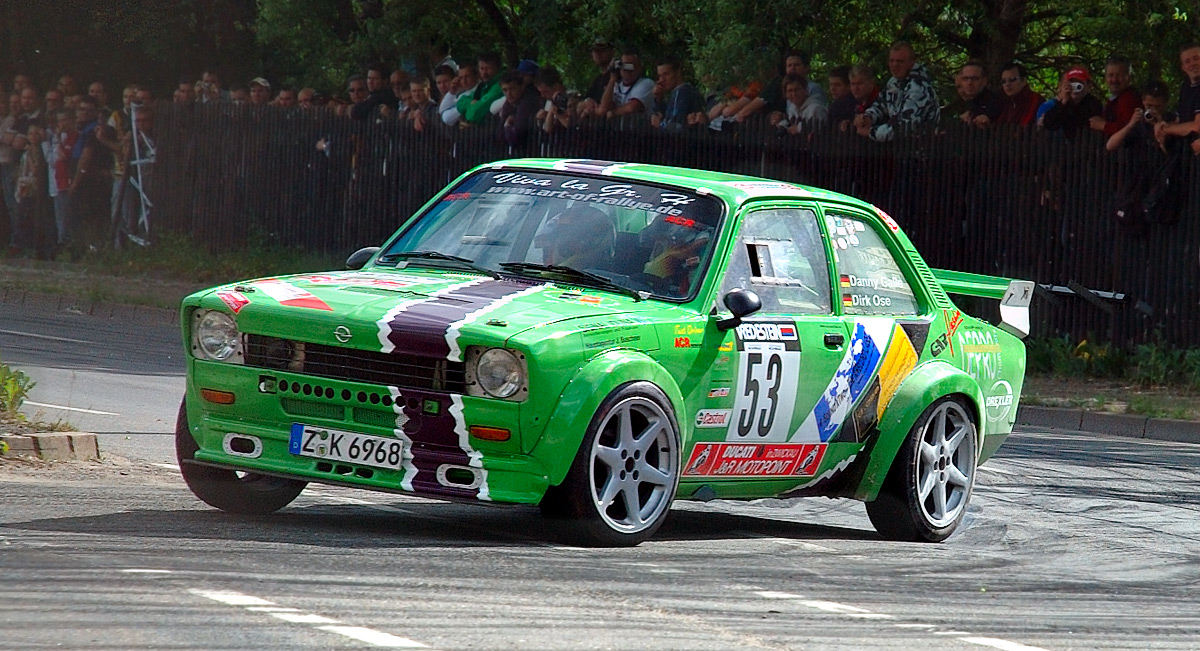
Modifizierter Opel Kadett C im Rallye-Einsatz
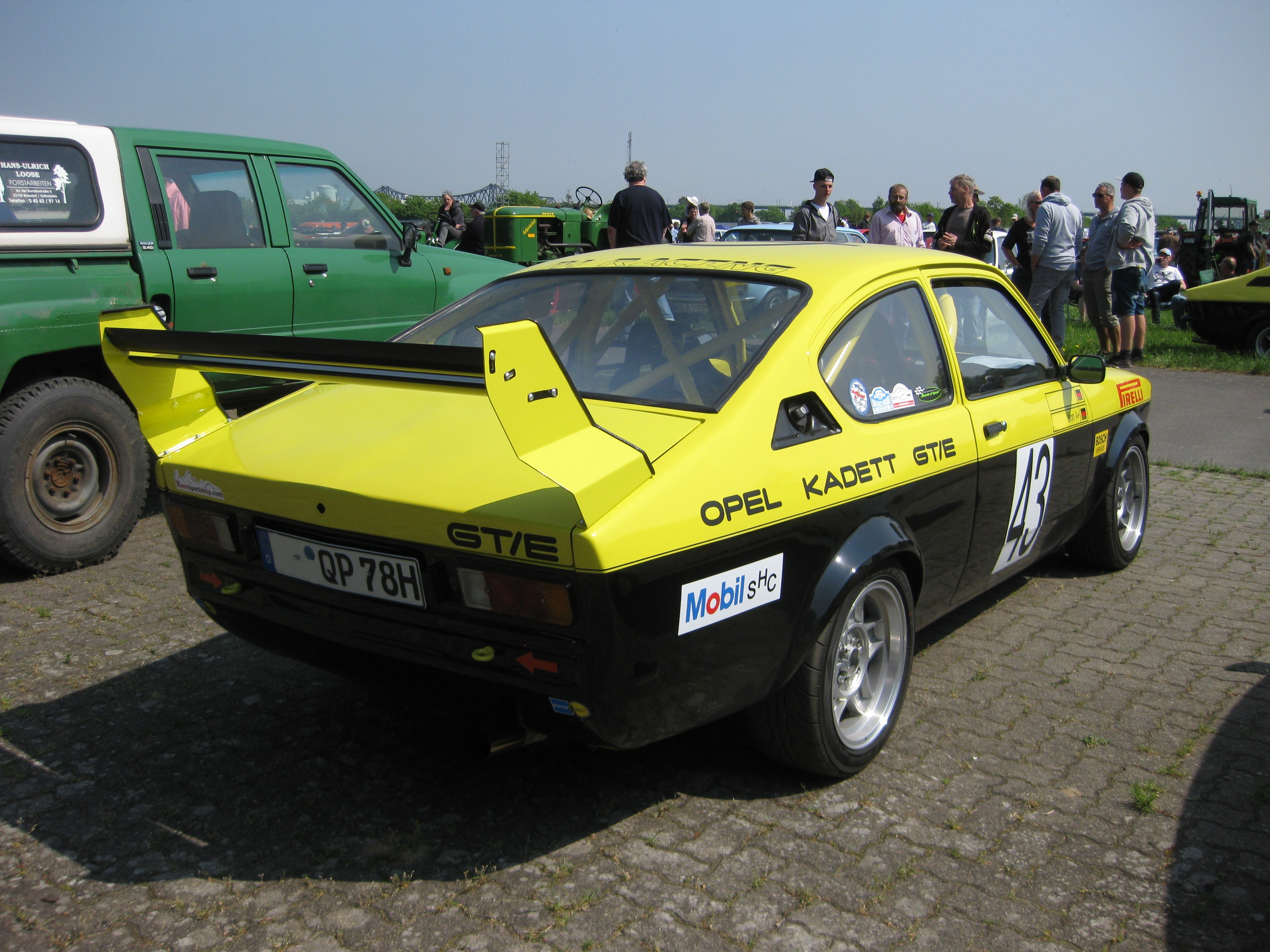
Opel Kadett C Coupe im Racetrim
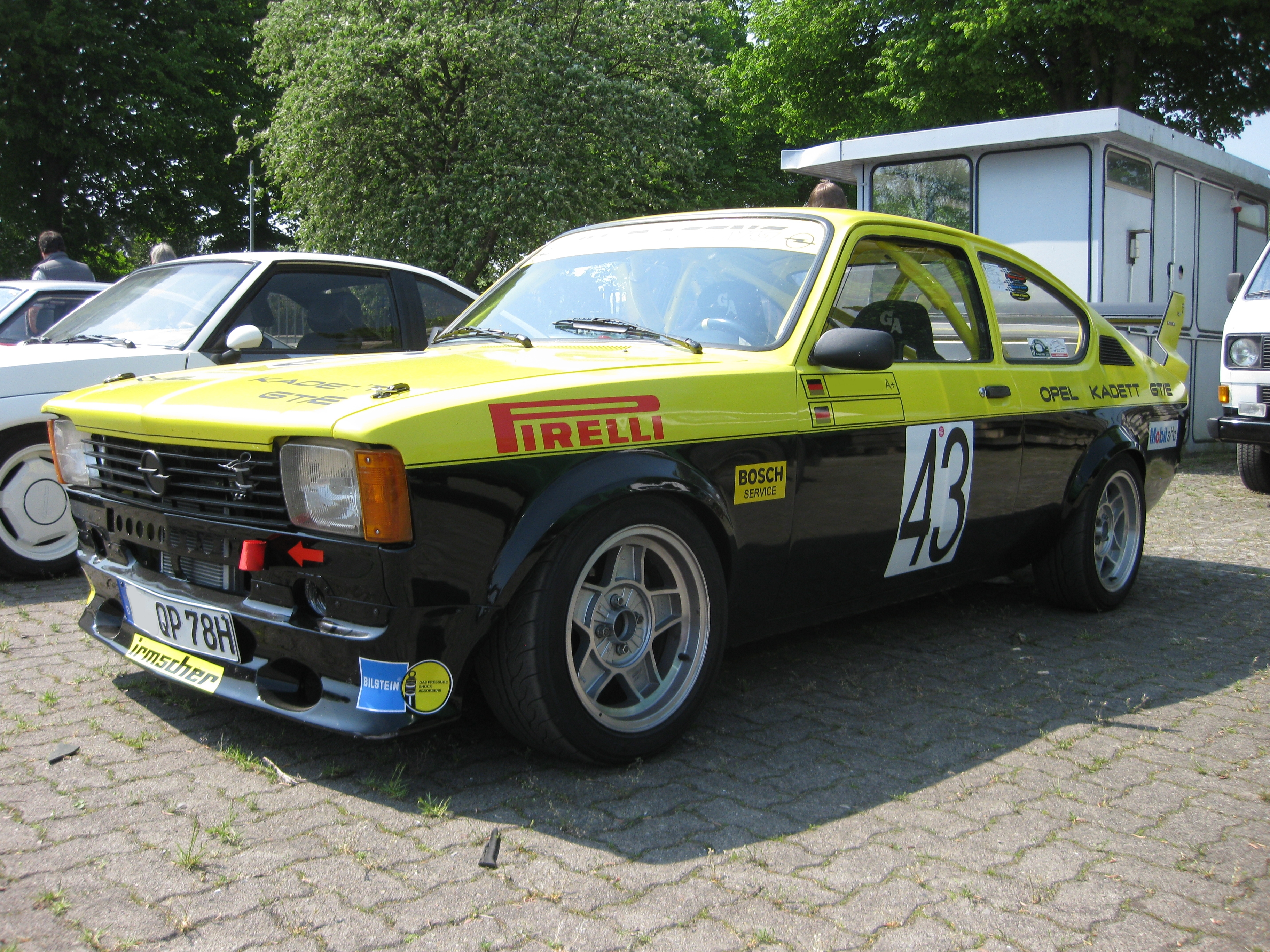
Opel Kadett C Coupe im Racetrim
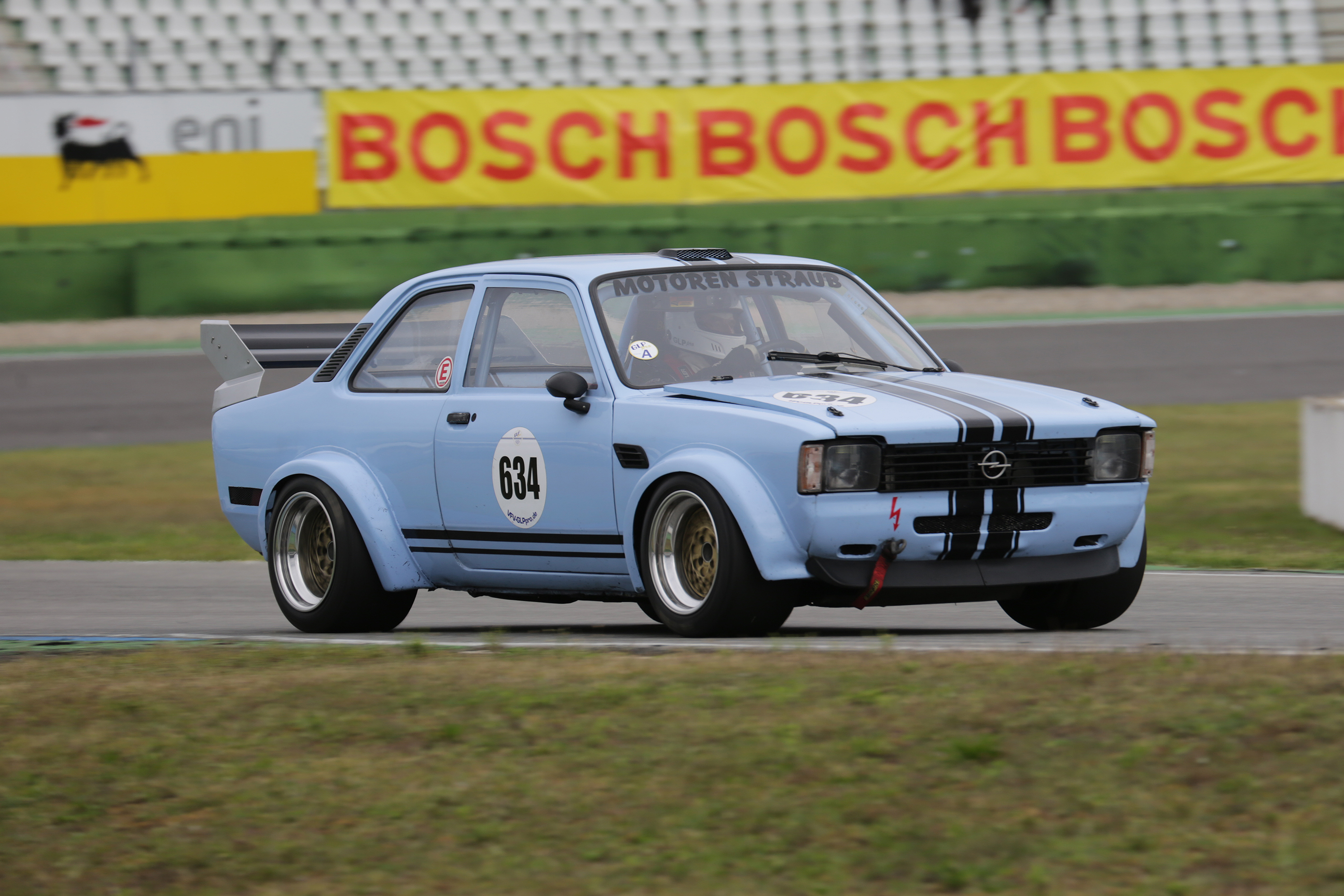
Opel Kadett C, Bj. 1978, 2500 cm³, bei den Hockenheim Historic 2021